# Umbelă

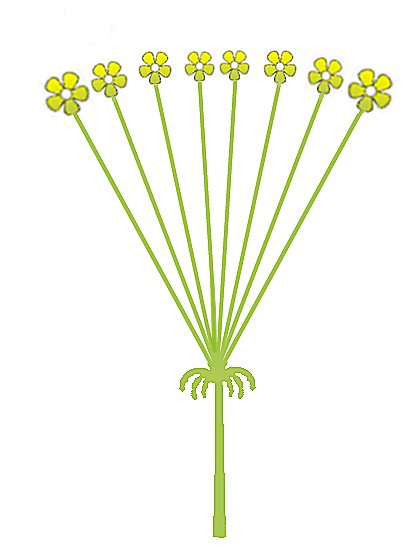
Reprezentare a unei umbele simple

Umbela este un tip de inflorescență. Florile care din vârful axului central se dezvolta florile cu pedunculi de aceeași lungime. Exemple de plante cu umbele includ ceapa, ciuboțica-cucului, etc.

## Galerie

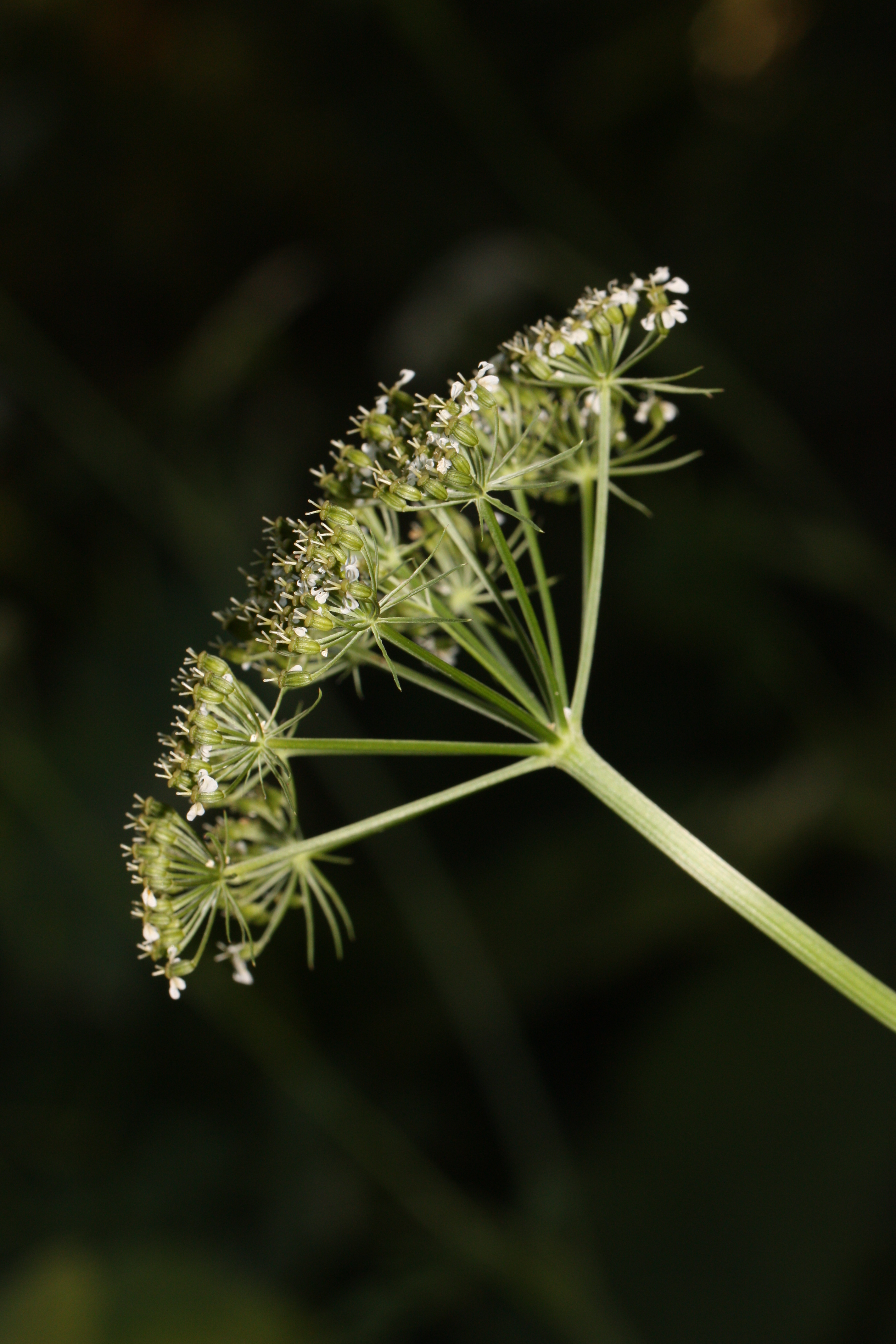
Conioselinum pacificum (Apiaceae)
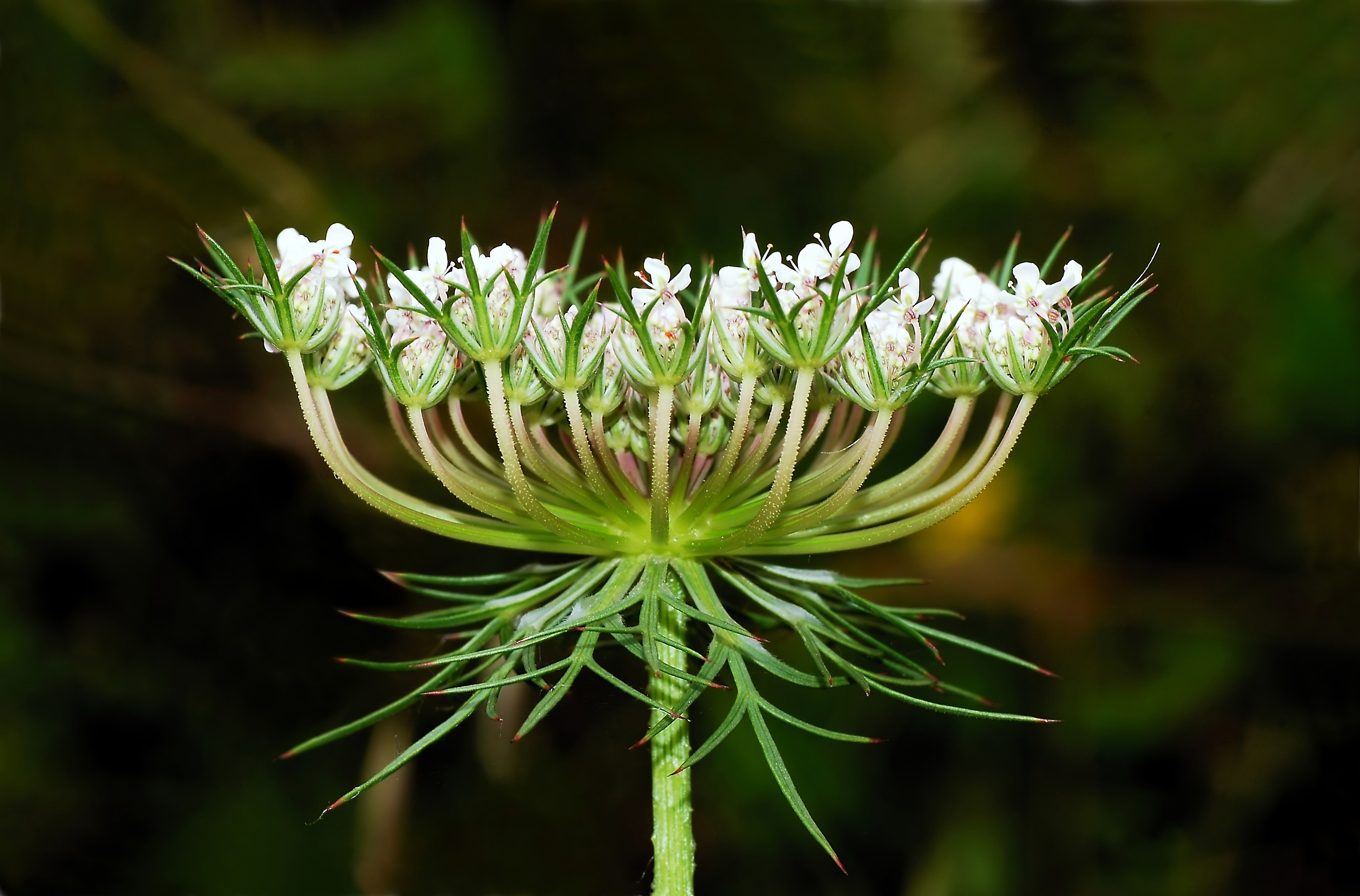
Daucus carota (Apiaceae)
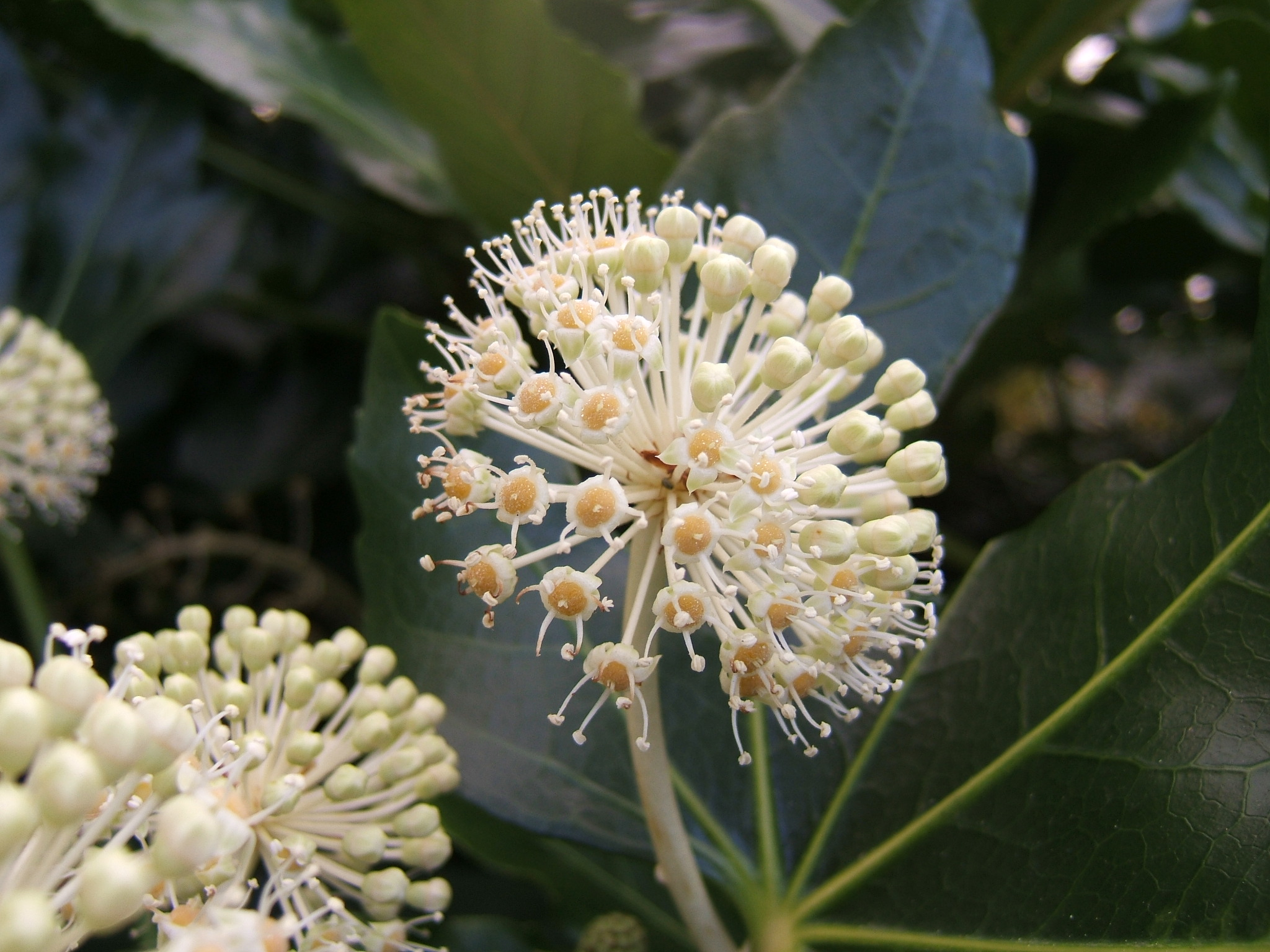
Fatsia japonica (Araliaceae)
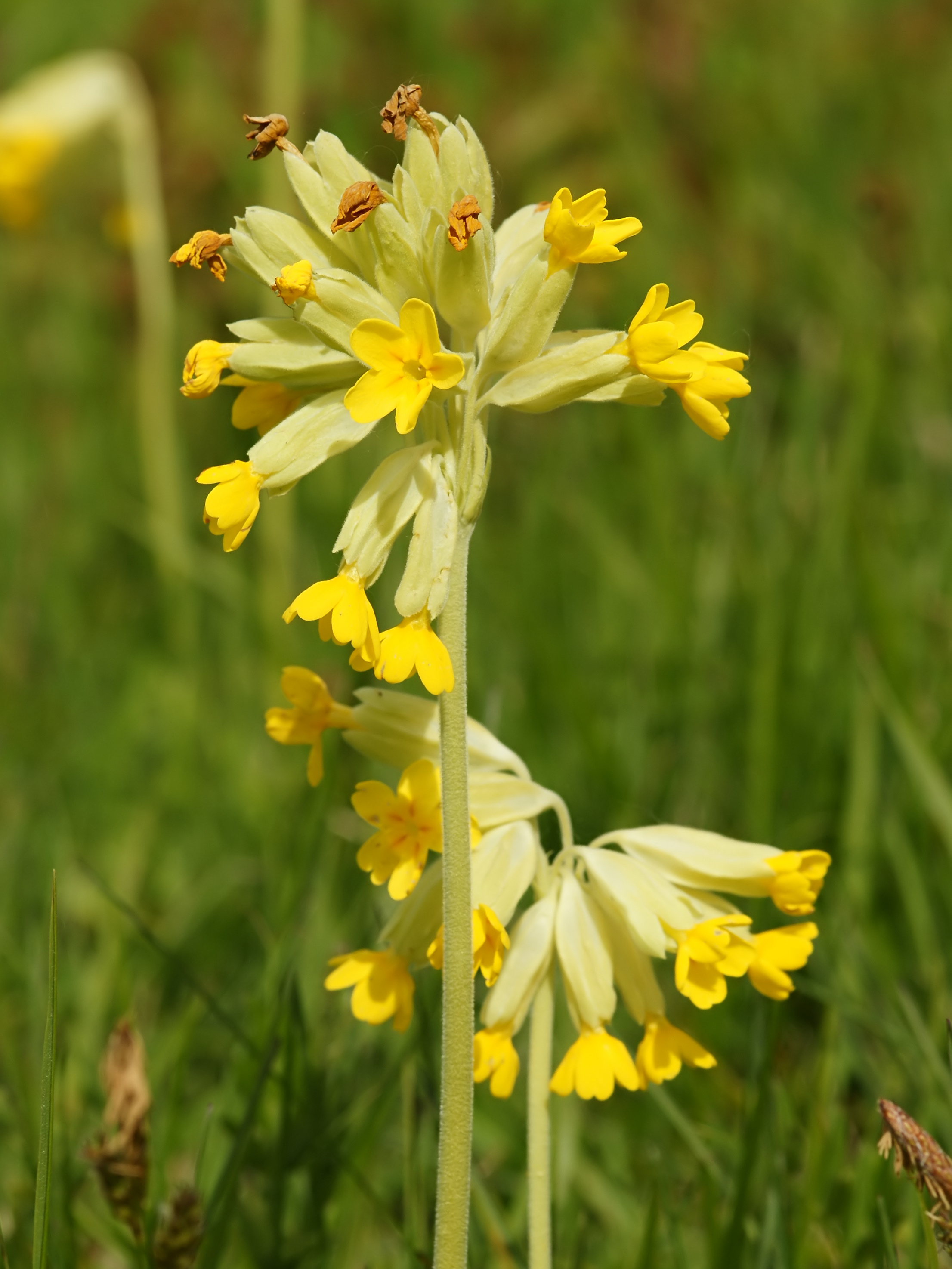
Primula veris (Primulaceae)

## Legături externe
- „Umbelă” la DEX online